# طحماء دائرية الأجنحة
طمحاء دائرية الأجنحة (الاسم العلمي: Bienertia cycloptera) هي نوع تنتمي لجنس الطحماء التابع لفصيلة القطيفية. وتنمو على سواحل الخليج العربي وتحديداً في خليج تاروت، وأبو علي، والمسلمية، ورأس الزور (الخير)، ومنيفة، ورأس تناقيب، والسفانية، ورأس مشعاب، والخفجي في المملكة العربية السعودية.